# Hannah Auchentaller
Hannah Auchentaller (née à San Candido, 28 mars 2001), est une biathlète italienne.

## Biographie
Aux championnats du monde de 2023 à Oberhof, elle remporte la médaille d'or du relais féminin avec Dorothea Wierer, Samuela Comola et Lisa Vittozzi.
Elle compte également à son palmarès en catégorie junior un titre de championne du monde en relais (obtenu en 2022) et deux médailles d'argent, en poursuite (en 2022) et en relais (en 2021). Enfin, aux Championnats d'Europe de biathlon 2024 à Brezno-Osrblie, elle est médaillée de bronze en relais mixte avec Nicola Romanin, Nicolo Betemps, et Beatrice Trabucchi.
Victorieuse sur le circuit IBU Cup d'un individuel court à Pokljuka en janvier 2023 et d'un sprint à Arber en février 2024, elle boucle la saison 2023-2024 en Coupe du monde en signant une 14e place sur la mass start finale d'Oslo en mars 2024.
Elle entre pour la première fois dans le top 10 en Coupe du monde en décembre 2024 au Grand-Bornand en se classant 9e du sprint.

## Palmarès

### Championnats du monde
| Édition / Épreuve | Individuel | Sprint | Poursuite | Mass start | Relais               | Relais mixte | Relais mixte simple |
| ----------------- | ---------- | ------ | --------- | ---------- | -------------------- | ------------ | ------------------- |
| Oberhof 2023      | 22e        | 33e    | 32e       | 29e        | Médaille d'or, monde | —            | —                   |
| Lenzerheide 2025  | 21e        | 46e    | 40e       | —          | 7e                   | 7e           | —                   |

Légende :
- : première place, médaille d'or
- — : non disputée par Hannah Auchentaller

### Coupe du monde
- Meilleur classement général : (à venir) en 2025.
- Meilleur résultat individuel : 9e du sprint du Grand-Bornand en 2024.
- 1 podium en relais : 1 victoire.

Mis à jour le 20 décembre 2024.

#### Résultats détaillés en Coupe du monde
| 2021-2022 |        |        |        |        |        |        |        |        |        |        |        |    |        |        |        | .      | .      | .      | .      |        |        |        |        |         |    |    | n.c. |
| 2021-2022 | IN     | SP 81e | SP     | PU     | SP     | PU     | SP     | PU     | MS     | SP     | PU     | SP | PU     | IN     | MS     | IN     | SP     | PU     | MS     | SP     | PU     | SP     | MS     | SP      | PU | MS | n.c. |
| 2022-2023 |        |        |        |        |        |        |        |        |        |        |        |    |        |        | .      | .      | .      | .      |        |        |        |        |        |         |    |    | 57e  |
| 2022-2023 | IN     | SP     | PU     | SP     | PU     | SP 47e | PU 50e | MS     | SP     | PU     | IN     | MS | SP 42e | PU 33e | SP 33e | PU 32e | IN 22e | MS 29e | SP 57e | PU 30e | IN 17e | MS     | SP 85e | PU Ann. | MS |    | 57e  |
| 2023-2024 |        |        |        |        |        |        |        |        |        |        |        |    |        |        | .      | .      | .      | .      |        |        |        |        |        |         |    |    | 60e  |
| 2023-2024 | IN 35e | SP 54e | PU 45e | SP DNS | PU     | SP     | PU     | MS     | SP 58e | PU 55e | SP     | PU | SI     | MS     | SP     | PU     | IN     | MS     | IN 20e | MS 14e | SP 35e | PU 45e | SP 54e | PU 57e  | MS |    | 60e  |
| 2024-2025 |        |        |        |        |        |        |        |        |        |        |        |    |        |        | .      | .      | .      | .      |        |        |        |        |        |         |    |    |      |
| 2024-2025 | SI 43e | SP 25e | MS     | SP 12e | PU 29e | SP 9e  | PU 27e | MS 13e | SP     | PU     | IN 69e | MS | SP 30e | PU 31e | SP 46e | PU 40e | IN 21e | MS     | SP     | PU     | IN     | MS     | SP     | PU      | MS |    |      |

#### Podiums en relais en Coupe du monde
| Podiums en relais en Coupe du monde | Podiums en relais en Coupe du monde | Podiums en relais en Coupe du monde | Podiums en relais en Coupe du monde | Podiums en relais en Coupe du monde | Podiums en relais en Coupe du monde | Podiums en relais en Coupe du monde | Podiums en relais en Coupe du monde | Podiums en relais en Coupe du monde | Podiums en relais en Coupe du monde | Podiums en relais en Coupe du monde |
| n°                                  | Saison                              | Date                                | Lieu                                | Épreuve                             | Résultat                            | Composition                         | Composition                         | Composition                         | Composition                         | Compétition                         |
| ----------------------------------- | ----------------------------------- | ----------------------------------- | ----------------------------------- | ----------------------------------- | ----------------------------------- | ----------------------------------- | ----------------------------------- | ----------------------------------- | ----------------------------------- | ----------------------------------- |
| 1                                   | 2022-2023                           | 11-12-2022                          | Hochfilzen                          | Relais 4 x 6 km                     | Médaille d'or, monde                | Samuela Comola                      | Dorothea Wierer                     | Hannah Auchentaller                 | Lisa Vittozzi                       | Championnats du monde               |

### IBU Cup
- 3 podiums individuels, dont 2 victoires.

 Dernière mise à jour le 19 mars 2024 

#### Podiums individuels en IBU Cup
| Podiums individuels en IBU Cup | Podiums individuels en IBU Cup | Podiums individuels en IBU Cup | Podiums individuels en IBU Cup | Podiums individuels en IBU Cup | Podiums individuels en IBU Cup |
| n°                             | Saison                         | Date                           | Lieu                           | Épreuve                        | Résultat                       |
| ------------------------------ | ------------------------------ | ------------------------------ | ------------------------------ | ------------------------------ | ------------------------------ |
| 1                              | 2022-2023                      | 07-01-2023                     | Brezno-Osrblie                 | Sprint 7,5 km                  | Médaille d'argent              |
| 2                              | 2022-2023                      | 13-01-2023                     | Pokljuka                       | Individuel court 12,5 km       | Médaille d'or                  |
| 3                              | 2023-2024                      | 01-02-2024                     | Arber                          | Sprint 10 km                   | Médaille d'or                  |

### Championnats d'Europe
| Édition \ Épreuve   | Individuel | Sprint | Poursuite | Relais mixte               | Relais mixte simple |
| ------------------- | ---------- | ------ | --------- | -------------------------- | ------------------- |
| Arber 2022          | 23e        | 52e    | 13e       | 18e                        | —                   |
| Brezno-Osrblie 2024 | 15e        | 14e    | 22e       | Médaille de bronze, Europe | —                   |

Légende :
- : troisième place, médaille de bronze
- — : non disputée par Hannah Auchentaller

### Championnats du monde juniors et jeunes
| Mondiaux / Épreuve                | Individuel | Sprint | Poursuite                         | Relais                            |
| 2019 (Cat. Jeunes) Brezno-Osrblie | 33e        | 16e    | 25e                               | 6e                                |
| 2020 (Cat. Jeunes) Lenzerheide    | 9e         | 7e     | 35e                               | Médaille d'argent, Coupe du Monde |
| 2021 Obertilliach                 | 19e        | 12e    | 23e                               | Médaille d'argent, Coupe du Monde |
| 2022 Soldier Hollow               | 8e         | 7e     | Médaille d'argent, Coupe du Monde | Médaille d'or, Coupe du Monde     |

Légende :
- : première place, médaille d'or
- : deuxième place, médaille d'argent

## Distinction
- Collare d'oro al merito sportivo en 2023[7]